# III/IV
| Совокупная оценка    | Совокупная оценка |
| Источник             | Оценка            |
| -------------------- | ----------------- |
| Metacritic           | (71/100)          |
| Оценки критиков      |                   |
| Источник             | Оценка            |
| Allmusic             | [ 2 ]             |
| Alternative Press    | [ 3 ]             |
| The A.V. Club        | B-                |
| Entertainment Weekly | B+                |
| No Ripcord           | [ 6 ]             |
| Pitchfork            | (6.9/10)          |
| PopMatters           | [ 8 ]             |
| Rolling Stone        | [ 9 ]             |
| SPIN                 | (7/10)            |
| Under the Radar      | [ 11 ]            |

III/IV — двенадцатый студийный альбом альт-кантри певца Райана Адамса, выпущенный 14 декабря 2010 года на его собственном лейбле PAX AM. Диск был записан вместе с организованной Адамсом группой The Cardinals, а продюсером выступил её член Джеймс Кандилоро. Альбом получил положительные и умеренные отзывы музыкальной критики и интернет-изданий, таких как Allmusic, Rolling Stone и других.

## Об альбоме
Запись альбома началась ещё во время работы с прошлым лейблом Lost Highway. Альбом Адамса III/IV вышел 14 декабря 2010 года на лейбле PAX AM (студия звукозаписи Pax Americana Recording Company), который певец создал в 2004 году. III/IV мог быть заказан через интернет-магазин PAX AM, бонус также включал цифровой код бонусных 11 цифровых треков.
Альбом достиг позиции № 59 в американском хит-параде Billboard 200 в январе 2011 года, а также № 4 в Top Independent Albums и № 15 Top Rock Albums. Тираж превысил 47,000 копий.

## Список композиций
Слова и музыка всех песен — Ryan Adams.
| №   | Название                     | Длительность |
| --- | ---------------------------- | ------------ |
| 1.  | «Breakdown into the Resolve» | 4:01         |
| 2.  | «Dear Candy»                 | 2:31         |
| 3.  | «Wasteland»                  | 3:13         |
| 4.  | «Ultraviolet Light»          | 3:43         |
| 5.  | «Stop Playing with My Heart» | 2:39         |
| 6.  | «Lovely and Blue»            | 2:34         |
| 7.  | «Happy Birthday»             | 2:28         |
| 8.  | «Kisses Start Wars»          | 2:57         |
| 9.  | «The Crystal Skull»          | 3:33         |
| 10. | «Users»                      | 2:58         |

| №   | Название                                   | Длительность |
| --- | ------------------------------------------ | ------------ |
| 1.  | «No»                                       | 3:03         |
| 2.  | «Numbers»                                  | 2:54         |
| 3.  | «Gracie»                                   | 3:31         |
| 4.  | «Icebreaker»                               | 2:13         |
| 5.  | «Sewers at the Bottom of the Wishing Well» | 2:42         |
| 6.  | «Typecast»                                 | 3:18         |
| 7.  | «Star Wars»                                | 2:45         |
| 8.  | «My Favorite Song»                         | 3:15         |
| 9.  | «P.S.»                                     | 2:44         |
| 10. | «Death and Rats»                           | 2:35         |
| 11. | «Kill the Lights»                          | 7:29         |

| №  | Название                                            | Длительность |
| -- | --------------------------------------------------- | ------------ |
| 1. | «Cemetery Hill» (iTunes exclusive track)            | 3:40         |
| 2. | «Destroyers» (free download from PAX AM online)     | 4:25         |
| 3. | «The Blue Canoe» (free download from PAX AM online) | 2:15         |
| 4. | «Darkness» (free download from PAX AM online)       | 5:34         |

| №   | Название                                  | Длительность |
| --- | ----------------------------------------- | ------------ |
| 1.  | «Breakdown into the Resolve»              | 3:59         |
| 2.  | «Numbers»                                 | 3:11         |
| 3.  | «Kisses Start Wars»                       | 3:30         |
| 4.  | «Kill the Lights»                         | 4:36         |
| 5.  | «(You Make Me Feel Like) A Natural Ghost» | 2:35         |
| 6.  | «No»                                      | 2:25         |
| 7.  | «Icebreaker»                              | 1:51         |
| 8.  | «Happy Birthday»                          | 2:20         |
| 9.  | «My Reflection»                           | 3:56         |
| 10. | «Users»                                   | 2:51         |
| 11. | «Death and Rats»                          | 1:44         |

## Позиции в чартах

### Альбом
| Страна                      | Наивысшая позиция |
| --------------------------- | ----------------- |
| США, Billboard 200          | 59                |
| США, Top Independent Albums | 4                 |
| США, Top Rock Albums        | 15                |